# Iov (carte)

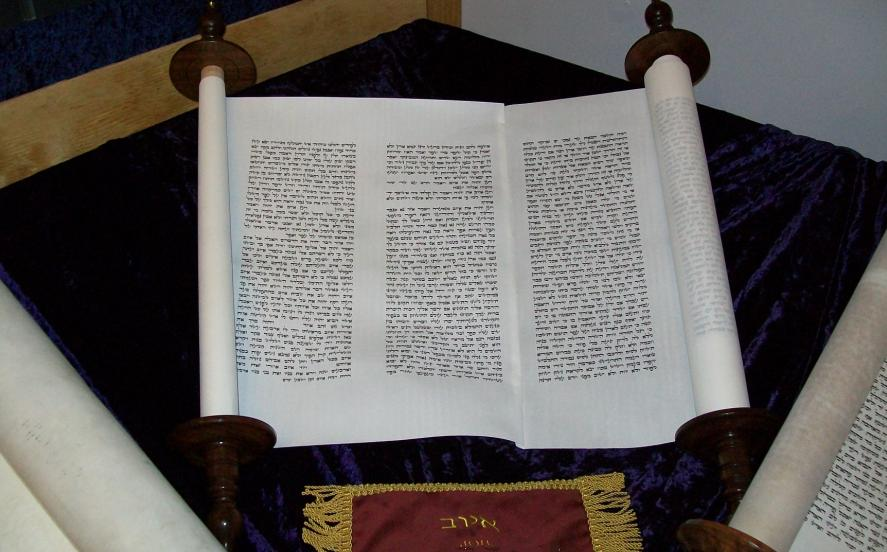

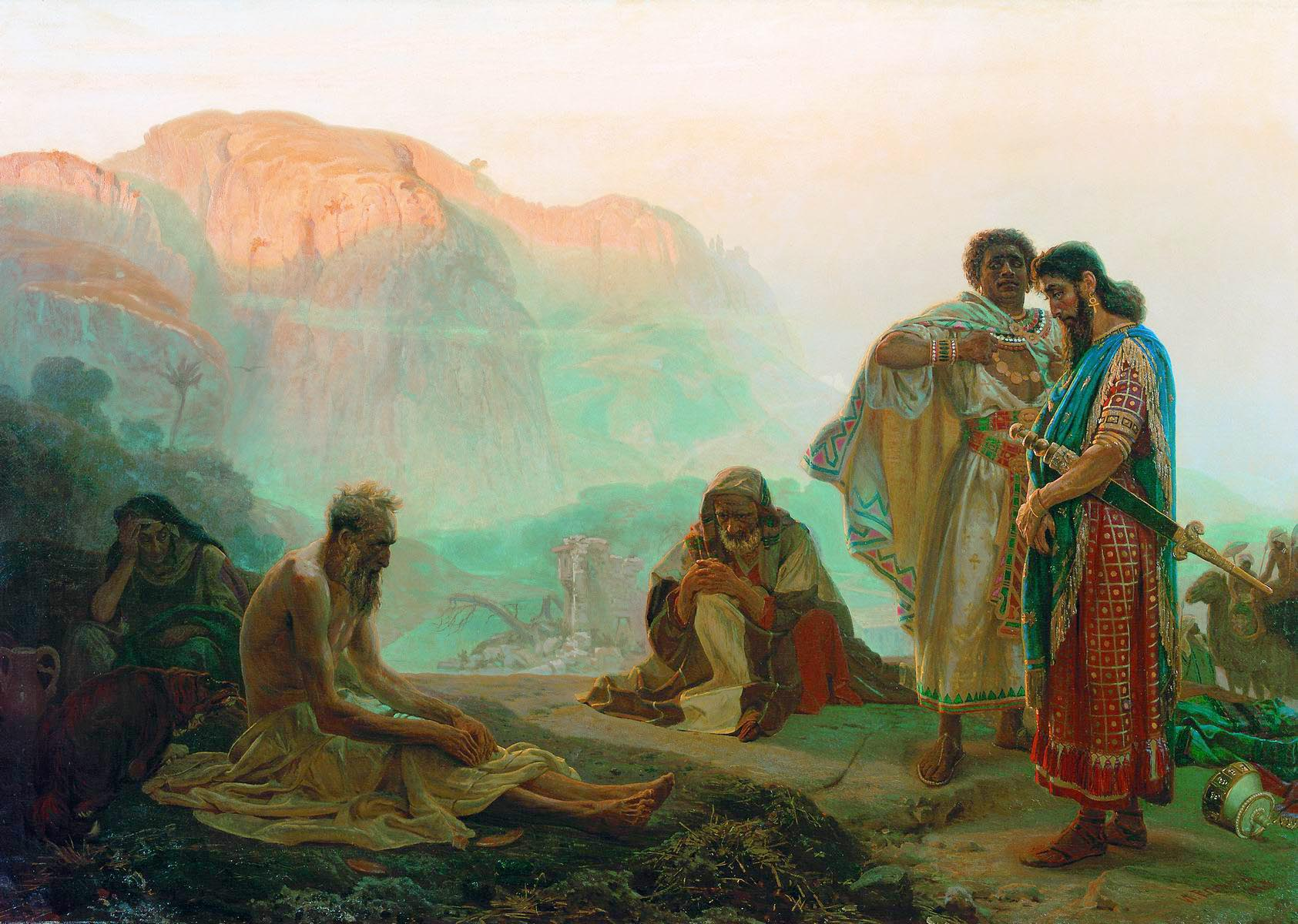
Iov și prietenii săi

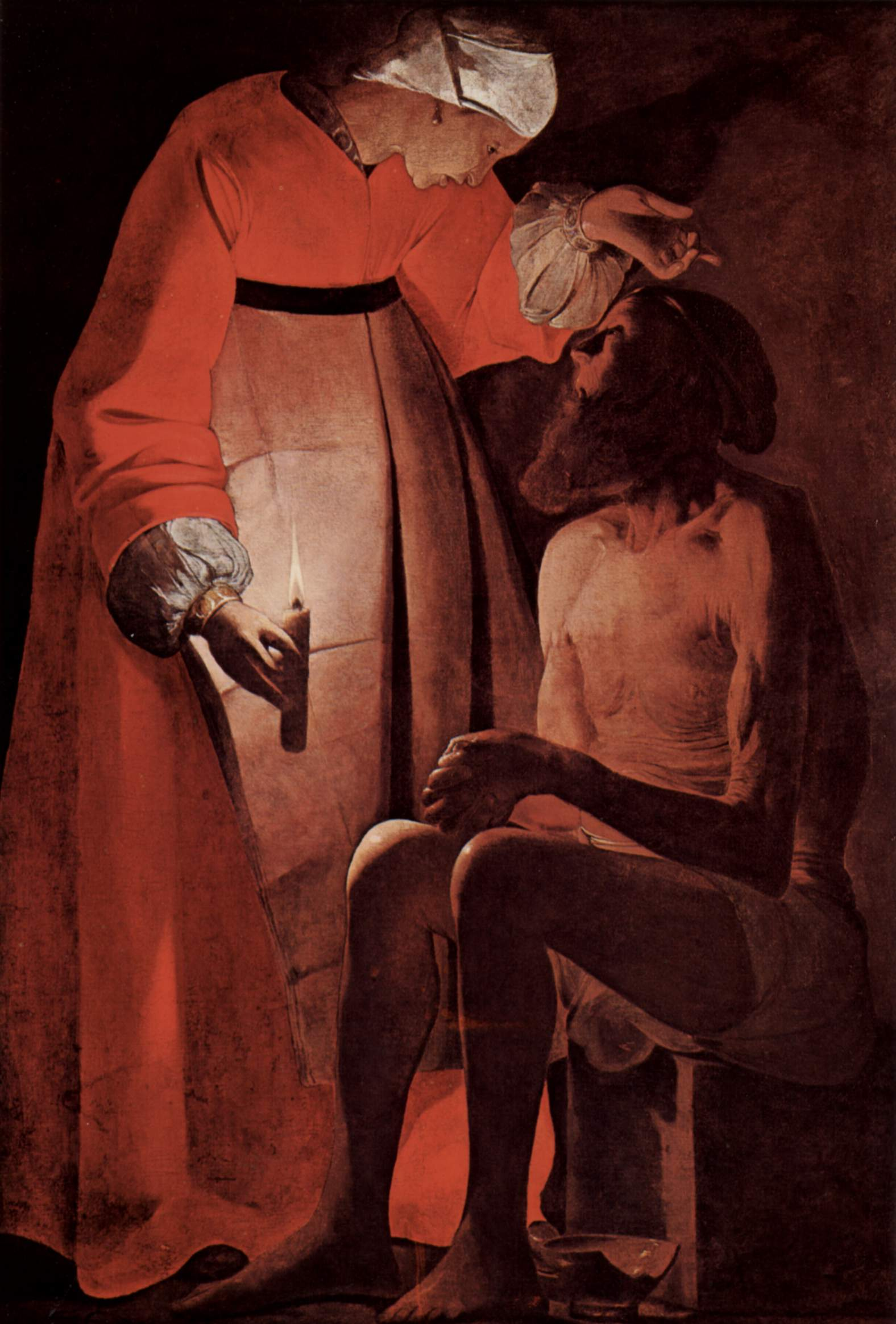
Iov și soția sa, într-o pictură de Georges de La Tour

Cartea lui Iov (ebraică אִיוֹב‎ ʾ transliterat iyobh) este o carte din Vechiul Testament (Biblia ebraică).
Cartea prezintă povestea lui Iov, suferințele sale în momentul când se află în mâinile lui Satana, discuțiile sale cu prietenii despre originea și natura suferinței lui, provocarea sa către Dumnezeu, și, în cele din urmă, un răspuns de la Dumnezeu.
Cartea lui Iov este o carte anti-înțelepciune (adică este o carte de înțelepciune negativă, prin înțelepciune pozitivă se înțelege „bine faci, bine găsești”).
Dar Ecleziastul și Cartea lui Iov au următoarele caracteristici conforme cu scrierile de înțelepciune:
- internaționale și cosmopolite;[1]
- grupul țintă este clasa superioară;[1]
- laudă înțelepciunea.[1]

## Vezi și
- Leviatan (animal biblic)